# Sant Tirs del Pla de Sant Tirs
Sant Tirs del Pla de Sant Tirs és una obra del municipi de Ribera d'Urgellet (Alt Urgell) protegida com a bé cultural d'interès local.

## Descripció
Es tracta d'un edifici religiós d'una nau. Construcció rústega de pedres sense fer filades. L'interior és arrebossat amb motius barrocs i no permet veure l'estructura. La població, és esmentada a l'acta de consagració de la Seu d'Urgell de l'any 839.
Església d'una sola nau amb almenys una ampliació cap a llevant, capçada a l'est amb capçalera plana. La nau és coberta amb una volta de canó amb llunetes, dividida en quatre seccions mitjançant tres arcs faixons, que es perllonguen en sengles pilastres sobre els murs laterals de la nau, coronats amb capitells compostos. Els murs queden separats de les voltes per un fris motllurat força desenvolupat. Cada tram de volta presenta una clau de guix que, en el cas dels tres primers trams és una motllura de perfil semicircular que forma un cercle, i en el cas de tram presbiteral presenta decoració vegetal.
Al primer tram de la nau hi ha un cor de fusta en alt, sostingut per una estructura d'obra que s'obre a la nau en arc carpanell. A cadascun dels tres trams següents s'obren a banda i banda capelles poc profundes en arc de mig punt que contenen un altar. Només en el cas de la primera capella lateral esquerra, mirant des de l'altar major, hi ha una variació important en la tònica general. Aquesta capella, dedicada al Sant Crist, és molt més profunda i forma una estança de planta rectangular, coberta amb cúpula sobre petxines, sobre la qual s'obre una llanterna, i conserva una disposició i una ornamentació similar a la resa de la nau, amb capelles poc profundes que s'hi obren en arc de mig punt, pilastres amb capitells compostos i frisos motllurats.
El presbiteri, realçat per un petit podi, està organitzat a través d'un gran arc presbiteral que conté un programa pictòric que representa la Mare de Déu amb l'Infant, el qual ocupa bona part del mur presbiteral i va ser pintat després de la Guerra Civil per un pintor que havia estat refugiat al poble durant la guerra.
El presbiteri és coronat per un ull de bou circular, amb vitralls, com també ho és de la façana de ponent, on es troba la porta d'accés al temple. Aquesta és en arc de mig punt, toscament adovellada. El cos de l'església és notablement alt, està cobert amb un llosat a doble vessant. Al costat sud, a l'angle que fa la nau amb la capella del Sant Crist, s'aixeca un campanar de torre de secció quadrangular coronat per una terrassa, notablement esvelt molt elevat, fins al punt que es diu que és el campanar més alt de tots els pobles de la ribera de la Seu d'Urgell. Al pis superior s'hi obren als quatre vents quatre obertures coronades en arc de mig punt, que allotgen les campanes. Així mateix, el campanar presenta un rellotge mecànic i un rellotge de sol. El parament de l'església i del campanar és de pedra vista i molt irregular. Sembla que originàriament l'exterior de l'església hauria estat arrebossat i que hauria estat repicada en una intervenció restauradora posterior.
Per l'estil, l'església de Sant Tirs conserva la manera de construir pròpia de l'etapa barroca, malgrat la seva datació tardana, amb la diferència que l'interior és molt més ric tant per decoració com per solucions arquitectòniques que la major part de temples de l'Alt Urgell construïts en aquest mateix estil.

## Història
La parròquia - segons Gurri- està dedicada al màrtir Sant Tirs, i el temple parroquial té per campanar una possible antiga torre de guaita: "La parròquia està dedicada a Sant Tirs, màrtir. Hi ha una torre guaita, actualment campanar del poble" ("Dicc. Nom.").
Les primeres notícies conegudes de la parròquia del Pla de Sant Tirs daten dels anys 977 i 978, en què el monestir de Sant Climent de Codinet va rebre diverses donacions de terres situades al terme de Sant Tirs del Pla. Desconeixem el moment exacte en què la vila del Pla de Sant Tirs va esdevenir de la senyoria jurisdiccional del capítol catedralici de la Seu d'Urgell, però l'any 1046 el cavaller Arnau Mir de Tost feia una escriptura de reconeixement dels llocs que posseïa en feu de l'església d'Urgell, entre els quals consta la parròquia de Tost.
Al llarg dels segles X, XI i XII les notícies sobre el lloc de Sant Tirs es repeteixen en vendes o donacions d'alous.
La parròquia de Sant Tirs apareix en el document de l'acta de consagració de la Seu d'Urgell, i el capbreu de les propietats de Santa Maria de la Seu.
De l'església de Sant Tirs se'n té notícia concreta l'any 1074 quan Isarn Guadall deixava estipulat en el seu testament que el seu germà fes cremar una llàntia davant de l'altar de Sant Tirs. L'arquebisbe de Tarragona, Guillem de Rocabertí manà realitzar els anys 1312 i 1314 sengles visites parroquials a les esglésies del bisbat d'Urgell; en el recull resultant hi figura l'església de Sant Tirs, integrada dins del deganat d'Urgellet del bisbat d'Urgell, on figura també en el llibre de la dècima de 1391.
En el capbreu llevador de la comanda de Susterris, de l'any 1378, consta que aquesta comanda hi tenia establert un home propi. L'església medieval de Sant Tirs fou renovada l'any 1855. Actualment aquesta església és supeditada a la parròquia d'Adrall.